# Bommalapura, Siruguppa
Bommalapura là một làng thuộc tehsil Siruguppa, huyện Bellary, bang Karnataka, Ấn Độ.